# Самозарядна гвинтівка Browning 22

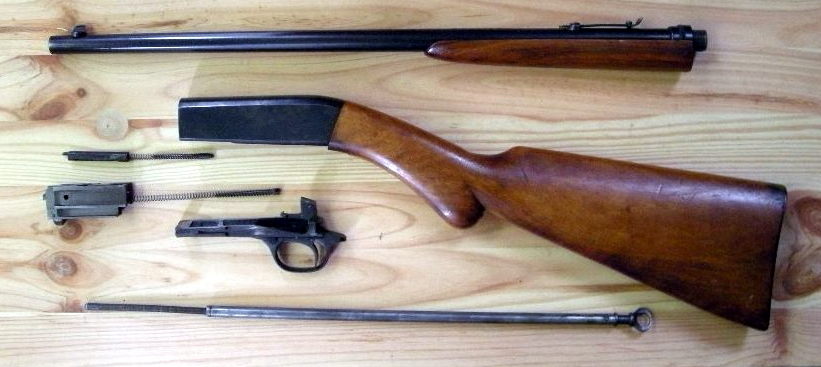
Розібрана гвинтівка FN Browning .22

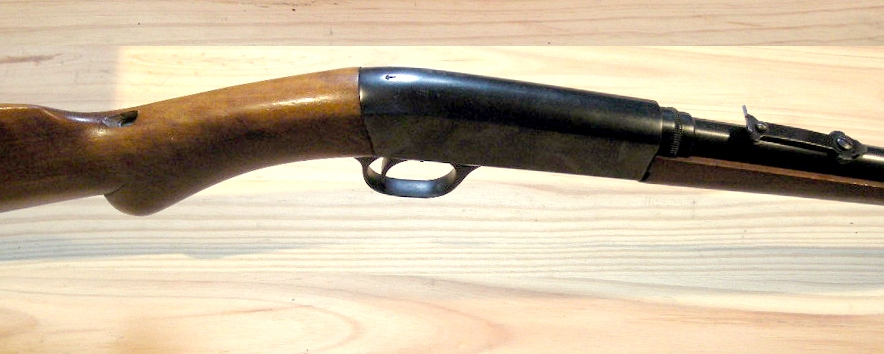
Ствольна коробка FN Browning .22

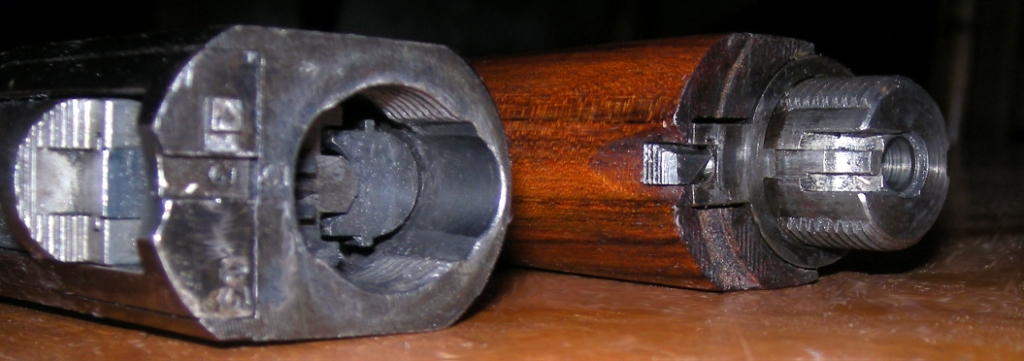
Відокремлений ствол FN Browning .22

Гвинтівка Browning 22 Semi-Auto, також відома як Semi Automatic 22 або SA-22, це розбірна гвинтівка, яку розробила компанія FN Herstal на основі патенту Джона Браунінга. Зараз гвинтівку випускає компанія Browning під назвою Semi-Auto 22. Виробництво було розпочато в 1914 році та тривала до 1973 року в Бельгії, а в 1974 році виробництво було відновлено в Японії компанією Miroku. Компанія FN почала експортувати гвинтівку на американський ринок в 1956 році. Компанія Remington випускала за ліцензією полегшену версію в період 1919-1935 під назвою Remington Модель 24, яку в 1935 замінила гвинтівка Remington Модель 241. За винятком механізму замикання ствола Remington Модель 241 дуже схожий на Browning SA-22. Найближчу копію SA-22 розробила китайська компанія Norinco, а в США її імпортувала компанія Interarms під назвою Model ATD.
SA-22 стала першою серійною самозарядною гвинтівкою під набій .22 LR і вважається класичною вогнепальною зброєю. Її пропонували в кількох "видах" гравіювання та золотої інкрустації та є колекційною зброєю, особливо бельгійського виробництва.
Semi-auto .22 виготовлена з вороненої сталі та горіху, з викидом гільз вниз. Ця функція була задумана розробником для того, щоб обличчя стрільця було "захищене від газів і частинок, що летять під час стрільби", особливо для людей невеликого зросту. Викинуті вниз гарячі гільзи можуть потрапити в рукав сорочки, тому слід бути обережним, щоб уникнути цього, правильно розташувавши руку на передній частині. Гвинтівка була призначена для широкого вікового діапазону, а реклама того часу рекомендувала гвинтівку як для використання дорослими, так і для молодих стрільців. The lack of a side-mounted ejection port also leaves a large "canvas" for engraving. Відсутність бічного отвору для викиду гільз збільшило місце для гравіювання.  Заводське гравіювання FN Herstal виконано вручну, а гравіювання Miroku виконується за допомогою лазеру з ручною обробкою. Іноді зброю продають у жорсткому футлярі або з канавками на ствольній коробці для кріплення прицілу.
Перші серійні моделі мали невеликий зарядний отвір на верхній частині ложе, а більш пізні моделі отримали зарядний отвір на правому боці прикладу.
З 1914 року було продано понад півмільйона гвинтівок SA-22.